# 排球
排球，是一種團體球類運動，雙方各6名球員上場，隔著排球網分立場地兩側，比賽的目標是將球擊過網，其目的在於用手擊球以令球落至對方場中地面而得分。自1964年東京奧運會起，排球成為夏季奧林匹克運動會的競賽項目。
排球起源於北美洲，經過多年發展，現已普及至全球各地。國際排球總會（FIVB）是國際間的排球運動管理組織，其屬下有222個會員成員國。
有些球類運動源自排球，著名的有沙灘排球、坐式排球、足排球、雪地排球等，其中沙灘排球自1996年起已成為夏季奧林匹克運動會的競賽項目。

## 歷史

### 源起
排球運動起源于美國。1895年2月9日，由美國麻省霍利奧克基督教青年會干事威廉·摩根發明。起初，人們分立在網球場球網的两側，將排球托来托去，参加人数、击球次数不限。比赛中网高2.43米（8英尺）。这就是排球的雏形。1896年，在麻省斯普林菲尔德的國際YMCA訓練學校（現名春田學院）举行了第一场的公开比赛。
初期，排球被稱为Mintonette（小网子之意）。1896年，霍尔斯泰德教授根据比赛特点，提议改为Volleyball（空中击球），即现代国际通用名称Volleyball（排球）。1900年，專為排球運動設計的專用球誕生。当时的正式用球圆周为25~27英寸（约63.5~68.8厘米），重量为9~12盎司（约255~346克）。现代国际比赛用球的材料和制作工艺有很大改变，但球的规格还和以前差不多。
斯普林菲尔德的國際YMCA訓練學校是最早传播排球运动的组织。YMCA的干事、传教士、学校毕业生以及第一次世界大战中的美国军人，都是排球运动的初期推廣人。

### 後續推廣與規則演變
排球運動首先傳入加拿大、古巴、巴西等國，第一次世界大戰（1914至1918年）期間傳入法國、義大利等歐洲國家。1917年，比賽制度由21分制改為15分制。1920年，每邊三次擊球和後排攻擊規則成立。1922年，第一次青年會美國錦標賽在紐約布魯克林舉行。1928年，全美排球協會成立。
第二次世界大戰後，東歐國家排球運動技術水準長期居世界領先地位，歐洲各國從一開始接觸的就是6人制排球，因此技戰術水準得以長久領先。
排球運動傳入亞洲始於1900年的印度。1913年第一屆遠東運動會把排球列入正式比賽，由於當時規則尚不完善，亞洲各國的排球運動經歷了十六人制、十二人制和九人制，直到1950年代，才逐步過渡到六人制排球。
為適應排球運動的發展，1947年在法國巴黎正式成立國際排球聯合會，負責領導國際排球運動，第一任主席是法國人保爾·黎伯。國際排聯現已有140多個會員國。
1949年，第一屆世界錦標賽於捷克布拉格舉行。1964年，東京奧運會中排球項目首次為奧運會所接收。1974年，於墨西哥舉行的世界錦標賽於東京以電視轉播。
1983年，AVP職業排球聯盟成立。1986年，WPVA女子職業排球聯盟成立。1990年，WORLD LEAGUE 世界聯盟成立。1998年，FIVB於11月訂出「落地得分制」的新規則，由翌年元旦開始進行9個月的試行。2000年，經若干新規則的修訂，「落地得分制」正式於1月1日起施行，取代以往需要擁有「發球權」的「發球得分制」。

## 規則

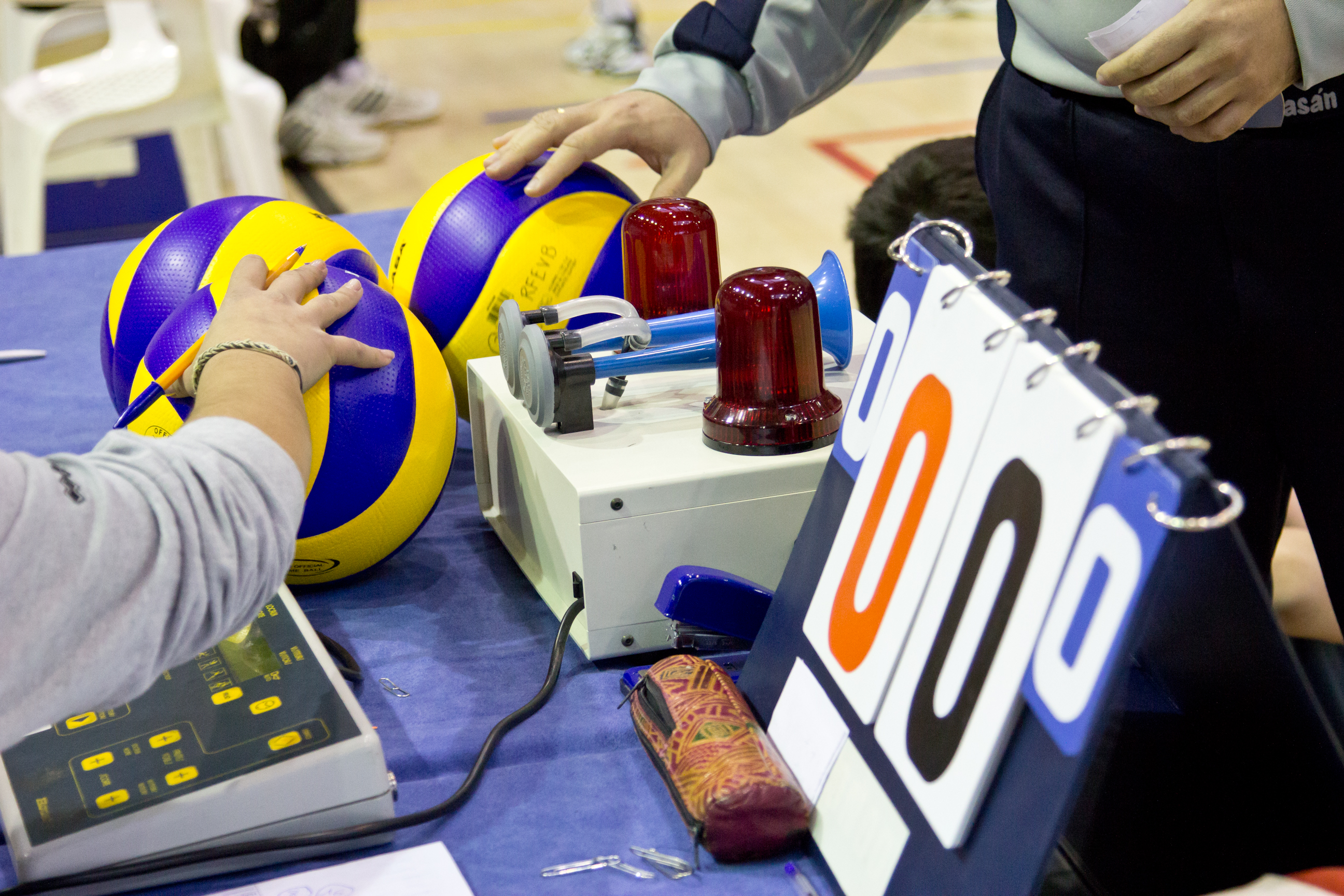
排球

### 犯規
- 二次连击：單人連續擊球兩次以上（接一传时同一连贯动作连续多次接触排球、拦网中多次触球、拦网后触球均不算在内）
- 四次擊球：一方隊伍只能擊球3次（攔網觸球不算在內）超過三次以上就是犯規。
- 越網擊球：對方球員未完成攻擊性擊球前或同時，於對方空間觸球。
- 輪轉错误：發球員擊球瞬間，場上球員未依照輪轉位置站好，違反前後、左右關係，即為輪轉錯誤。發球方由主審裁定，接發球方由副審裁定。
- 触网：觸碰球網頂部白帶, 即算犯規。觸碰白帶以外其他球網部位(包括標誌桿)並影響比賽進行, 或改變球網的有效穿越空間, 即算犯規；反之，則不算犯規。
- 后排犯规：后排球员不能在三米线前以高于球网的方式进行进攻性击球，否则视为后排进攻犯规。
- 中线犯规：整只脚掌越过中线或未完整越过中线但对对方球员造成干扰，即算犯规。[3]

### 暂停和换人
每局比赛各队有两次普通暂停机会，时间三十秒。比赛有一队先到八分或十六分时，各有一次技术暂停的机会（決勝局除外），时间六十秒，是否給予暫停也可以由主審來裁定。
每局比赛各队均有六次换人的机会。主力队员只能退出比赛一次，同一局中再次上场比赛时，只能和剛才的人換。替补队员每局只能上下场各一次，可以替换任何一个主力队员；同一局中只能由被他替换下场的队员来替换。

### 得分
早期的排球比賽採用的是發球权得分制。隊伍（己方）先要取得「發球權」成為發球方，然後在對陣中取勝對方，便得一分，並持續擁有「發球權」。相反，如發球方（己方）在對陣中敗陣，雖然對方未能即時得分，但「發球權」便轉移到對方。
目前世界各地实行的是每球得分制。改成每球得分制後，會讓比賽更刺激，雙方會更積極珍惜每一球。
排球比賽採取五局三勝制，先取三局勝利就是獲勝。
在早期採用的發球得分制中，每局均為十五分制的發球得分制，如兩隊十四分平手後就行局末平分制，直至其中一隊連勝兩分，方可贏得一局。而目前推行的落地得分制，則首四局改設定為二十五分制，第五局十五分制。另外，每局都是落地得分制，取消發球權制。同樣，兩隊二十四分平手（第五局十四分平手）後就行局末平分制，直至其中一隊連勝兩分，方可贏得一局。
發球方發球時，只要通過2根標誌桿間，飛過網進入對方球區，無論球是否觸網在先，都算成功，比賽繼續進行。（舊制發球得分制中，無論發球時排球不過網或觸網進入對方球區，均作發球方敗陣論。）
排球压线可算作得分。排球任意部分只要落於线上都算界内。
在某些情况下, 一方如对判罚有异议，可通过“鹰眼挑战”(攝影機)来逆转裁判的决定。

## 基本战术
男子排球戰術主要攻擊点相對平均，尤其是后排一号位的进攻。主攻负责策应进攻和一传防守。攔中(快攻)主要负责拦网，攻擊以三号位为主，和舉球員的背后配合较少见。

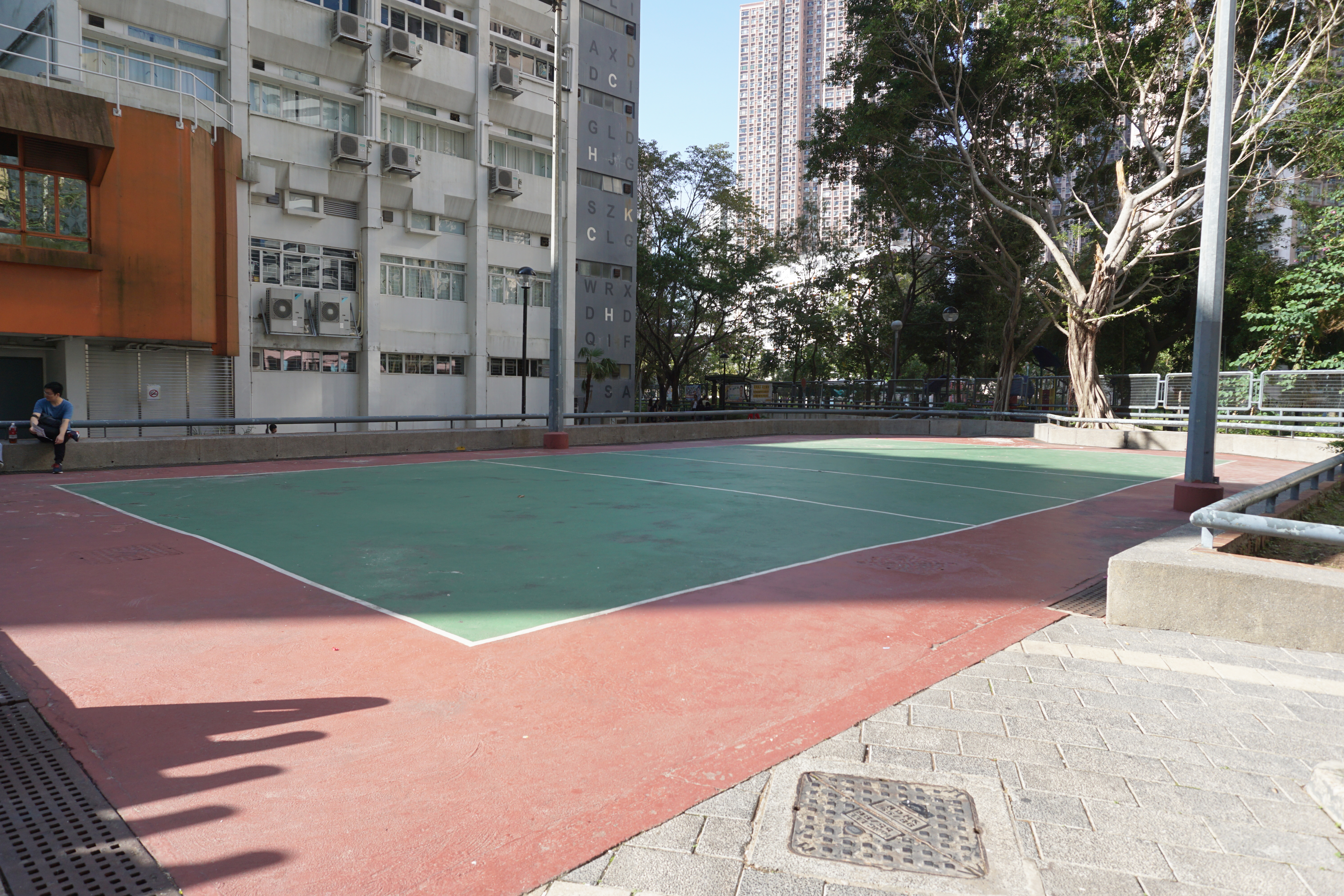
排球場

而女子排球的戰術则更为多样，以俄罗斯为代表的欧洲球队以身高的绝对优势，以高球强攻为主，进攻多为四号位高球以及后排进攻。以日本隊为代表的亚洲球队，由于身高劣势，则以快速多变的打法为主，防守小球细腻，串联好，多二三号位跑动攻擊，四号位以平球为主。巴西，美国等队伍则结合了两种打法，既强调串联和防守，在四号位或后排也有强力的攻擊手得分。

### 球员位置
球员通常不需要掌握全部六种技术——發球、接發球、舉球、扣球、攔網、防守，而是通常根据球队的战术，以其中的一种或多种为专长。
現代排球的場上位置分配包含三种：攻擊手（細分為主攻、攔中和輔舉）、舉球員和自由球員（專職防守）。为了有效阻挡对方的进攻，并在对方有足够反应时间之前将球以陡峭的角度高速打進对方场地， 一般来说由身高较高且弹跳力好的球员担当攻擊手，但也不一定如此，會因教練對於戰術的需求而臨時有所變動。

#### 
是在靠近標杆的位置攻擊的球员（通常在4號位和2號位）。由于大多数传向主攻位置的球都是高球，因此往往會采用較长的助跑。在进攻中主攻通常依靠强力的扣球得分，但有时也要求以斜线助跑和快攻来扰乱对方的攔網。主攻还需要掌握良好的一传，因为在对方发球时他们通常作为自由球員以外的第二防守要素。主攻要求技巧、力量和突破的能力，也是球隊主要氣勢的帶動者。在比賽的來回過程中，主攻的積極、爆發和持續力也是相當重要，對於處理球的能力也要能有穩定的能力。
在现代排球当中，主攻在后排并不被自由球員换下。这就意味着多数主攻必须参与一传（接发球）和后排防守，这就使主攻这一位置要求运动员既有全面的扣球实力，又要有良好的后排防守技术。主攻的进攻任务在很大程度上由輔舉分担。另外，主攻往往是隊伍中在場上的主要進攻者及得分球員。

經常在靠近舉球員的位置打出快攻的球員。攔中專職攔網以及網前快攻，因此對身高會有相當的要求。在訓練以及比賽的過程中要很清楚知道對方進攻的組織路線，在實際比賽時從中間位置迅速判斷對方攻擊球路並快速跑動至對方要進行攻擊的球員面前攔網。
當對手打出兩邊長攻時適時地與己方攻擊手做出合併攔網的動作。
在現代排球中，攔中也成為場上的重要攻擊手之一，也是有顯著牽制對方攔網組織的效果，在攻擊戰術的配置上多了很多組織變化。欄中進攻以三號位網上過網一顆球高為主（A快攻、C快攻等等）。而通常在女排，攔中常會是舉球員在前排時多在二、三號位攻擊、舉球員在後排時與其他前排攻擊手做搭配掩護攻擊。
基於個人的防守能力，以及體能消耗（頻繁跳躍、跑動、攔網、快攻），較常見欄中輪轉至後排時會被自由球員換下保障後排的防守（但如果場上有防守能力更不穩定或攻擊能力不足之球員，可能是主攻、輔舉，也會被作為自由球員的替換對象，所以其實並非是強制攔中來作替換）。

#### /接應
常见的5-1阵形中只会有一个，与舉球員打对角（又稱舉對）。原本的主要用处是当舉球員位置不佳无法传球时担任舉球任务。但在现代排球战术中，已经发展成为一个隊伍的主要进攻点，尤其在男排隊伍中是第一进攻点，以及以巴西、俄罗斯为代表的欧美女子排球队也采用了这种打法，輔舉承担了非常多的进攻任务，很多歐美球队的輔舉是队中扣球技术最好的球员；相反在亞洲女子球隊，輔舉有可能在場上需承擔一傳任務，因此並不是隊伍中的主要進攻點及得分球員，而且利用跑動戰術也比較多。通常輔舉在前排站在舉球員的右边（二号位，后排一号位），扣舉球員舉的背後球。

#### 舉球員/二傳手
舉球員可說是球場上的教練，舉球員的冷靜與處理能力往往決定一場球賽的勝負，進攻的節奏幾乎多由舉球員來掌握。职责在于组织全队的进攻，他们负责在舉球时将球送至让攻擊手最适宜扣球的位置。舉球員必须有能力和攻擊手组合出多种变化以破坏对方的防守，并且能够欺骗对方的拦网。移动快速、传球精准到位是一个舉球員的必备素质。一位好的舉球員可串起全隊的攻勢，並且必須相當了解隊上各個攻擊手的特性與習慣，在比賽中更要保持清楚的思考。另外，在某些戰術運用中舉球員也會扮演攻擊手角色，比如二次吊球或扣球，偶爾會因为出其不意而得分。所以除了練習舉球技巧外，舉球員也必須具備些許長攻和吊球的能力，以便變換攻擊的節奏，也可以讓對方防守上有更大的壓力，一旦對方注意力不集中或是體力下滑，往往會有出其不意的得分效果。所以一位優秀的舉球員的訓練與養成也是相當辛苦的，隨著強力發球的躍起，舉球員甚至是隊上其他的角色的一傳能力更需要提升。

#### 自由球員

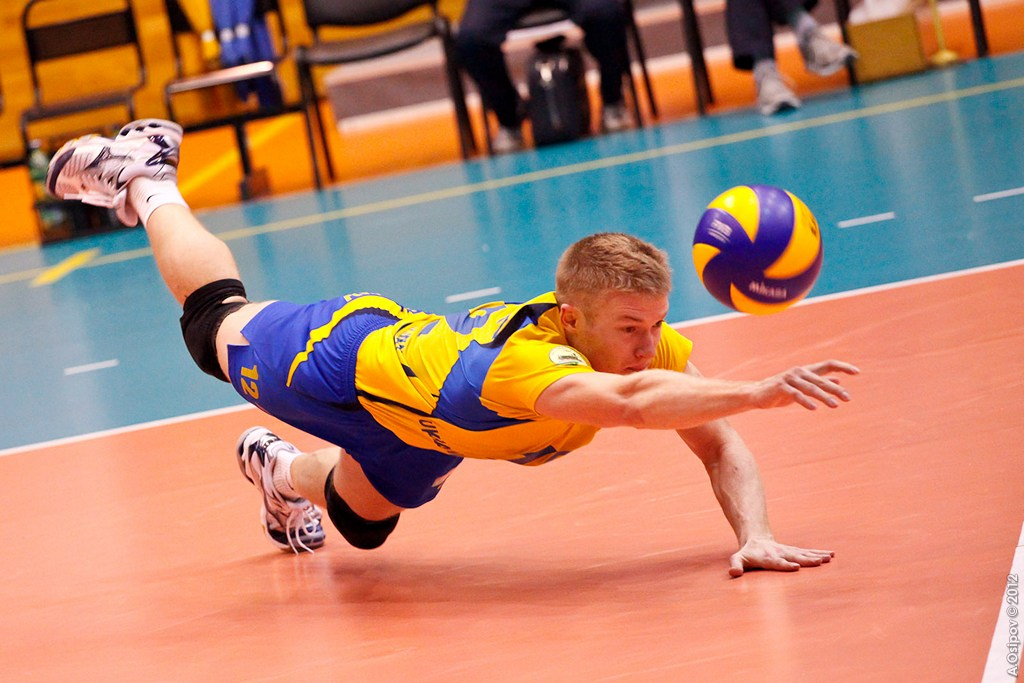
救球

专职防守的球员，负责接扣球和接发球防守（救球）。通常自由球員具有全队最快的反应速度和最好的一传技术（但也會因此在後排少了一個攻擊手，減少攻擊上的路徑變化）。由于自由球員不需要參與网前进攻，所以可以由一传技术良好且反應快速的矮个子球员胜任。在比赛被指定为自由球員的球员不可以担任其他位置。自由球員的替換次數是不受限制的，但兩次的替換之間必須隔一次死球，而且只能由被替換下場者做輪替（或第二位自由球員）。替換的時間必須在裁判吹哨示意發球前做更換。每一局開始前，自由球員不得先進場，必須等第二裁判核對先發球員後才可替換進場。

### 阵型
根据攻擊手和舉球員的数量不同，排球有"4-2"、"6-2"和"5-1"三种标准阵型。4-2是排球組織攻擊最基本的阵型，通常只出现在排球入門者或是舉球員能力不足的隊伍中，而在等級較高的比赛中，全球目前最常用的是5-1阵型，也就是單舉陣型。

#### 4-2阵型
4-2阵型有4名攻擊手和2名舉球員。又稱雙舉。舉球員通常在前排中间的位置进行舉球。因此在比赛的任何时刻全隊都會有兩位攻擊手在前排。
在轮转中两名舉球員採对角站位。典型的阵型中也包括两名对角站位的主攻，因此在任何时刻前排和后排都各有一名主攻。发球後，前排球员移动到各自负责的位置，舉球員总是在前排中间。或者移动到前排靠右的位置，此时前排另外两名球员分别擔任邊線的攻擊手（左侧和右側）。
此陣型優點是有兩名舉球員，所以前排的舉球員不需跑動較遠的距離就可以到定位進行舉球，減少跑位不及造成舉球失誤以及體能不足的問題。對舉球員的要求相對較為輕鬆。
而缺點部分則在於因缺少一名攻擊手使得進攻的變化較少，戰術運用上相對貧乏。

#### 6-2阵型
在6-2阵型中，总會有一名舉球员从后排移动到前排进行舉球，而三名前排的球员全部担当攻擊手，戰術上相對的變化多。此外，所有六名球员都会在某些时刻担任攻擊手，其中有两人需要担任舉球員。所以，6-2阵型实际上是一种4-2阵型，只不过由后排的舉球員穿插到前排负责舉球。
6-2阵型需要两名舉球員在轮转中採对角站位。除舉球員外，典型的阵型中还包括两名攔中和两名主攻。同樣的采用对角站位，所以任何时刻前后排各有一名主攻和一名攔中。在发球后，前排球员會移动到各自负责的位置。
6-2阵型的优势在于每一时刻前排都有三名攻擊手，使得进攻手段最大化。然而，6-2阵型不仅要求隊伍拥有两名高质量、技術優秀的舉球員，同時也要求这两名舉球員在輪轉到前排时又是有得分能力的攻擊手。在国际比赛中，只有古巴国家女子排球队采用这种阵型。

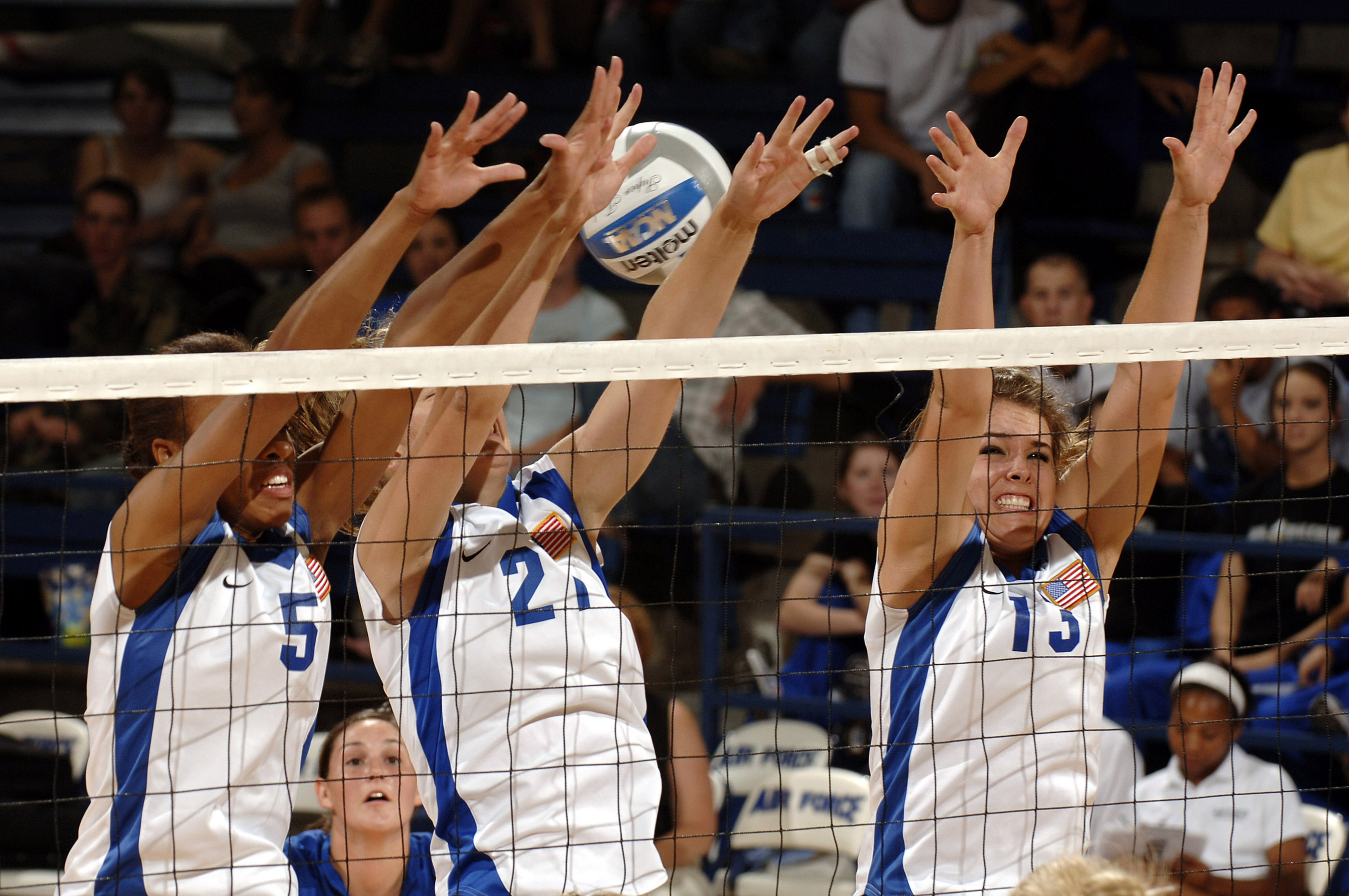
三人拦网

#### 5-1阵型
又稱單舉，5-1阵型中只有一名球员担任舉球員，不論他的位置在前排还是后排。因此当舉球員在后排时，前排會擁有三名攻擊手；而当舉球員在前排时，前排則只會有两名攻擊手。
在5-1阵型中，轮转中與舉球員站对角的球员称为輔舉。一般来说，輔舉不参与一传，当对手发球时，輔舉站在队友们的后方。当舉球員位于後排时，輔舉會作为二號位的攻擊手（右側攻擊），这在现代排球中已经成为各队提高攻击力的常用手段。因此輔舉通常是队中扣球技术良好的球员，也常見左撇子的攻擊手。而后排攻擊通常来自后排右侧（1號位），但在高级别的比赛中从后排中间攻擊的情况正在增多。
5-1阵型的一大优势是，舉球时有3个攻击手可攻选择。如果能善用的话，对方的前排球員可能没有足够的时间组织拦网，增加己方进攻得分的机会。
另一个优势是，当舉球員位于前排时，他可以采用二次攻擊，进一步扰乱对方拦网球员：己方舉球員有可能扣球，也可能传球给攻擊手中的任何一位。一个优秀的舉球員能深刻理解这一点，不仅能二次攻擊或者舉球，还可以能够设法迷惑对方球员。
5-1进攻阵型实际上是6-2阵型和4-2阵型的混合：当舉球員在前排时，看起来与4-2阵型相似；当二传手位于后排时，又与6-2阵型相似。

## 世界主要排球比赛
- 世界男排锦标赛
- 世界女排锦标赛
- 奥林匹克运动会排球比赛
- 男子排球國家聯賽
- 女子排球國家聯賽

## 世界排球主要劲旅
- 国际排球联合会世界排名前十名（截至2024年8月）

### 男子排球
- 1.波兰、2.法國、3.美國、4.斯洛維尼亞、5.義大利、6.日本、7.巴西、8.德國、9.阿根廷、10.塞爾維亞

### 女子排球
- 1.義大利、2.巴西、3.美國、4.土耳其、5.中國、6.波蘭、7.日本、8.加拿大、9.荷蘭、10.塞爾維亞